# Черновский сельсовет (Кочковский район)
Черновский сельсовет — сельское поселение в Кочковском районе Новосибирской области Российской Федерации.
Административный центр — село Черновка.

## История
Статус и границы сельского поселения установлены Законом Новосибирской области от 2 июня 2004 года № 200-ОЗ «О статусе и границах муниципальных образований Новосибирской области»

## Население
| 2002  | 2010  | 2012  | 2013  | 2014  | 2015  | 2016  |
| ----- | ----- | ----- | ----- | ----- | ----- | ----- |
| 1867  | ↘1799 | ↘1768 | ↘1767 | ↘1765 | ↘1763 | ↘1725 |
| 2017  | 2018  | 2019  | 2020  | 2021  |       |       |
| ↘1704 | ↘1669 | ↘1655 | ↘1611 | ↘1560 |       |       |

## Состав сельского поселения
| № | Населённый пункт | Тип населённого пункта       | Население |
| - | ---------------- | ---------------------------- | --------- |
| 1 | Букреево Плесо   | деревня                      | ↘601      |
| 2 | Черновка         | село, административный центр | ↘1198     |